# Yulián Anchico
Yulián José Anchico Patiño (Cúcuta, Norte de Santander, 28 de mayo de 1984) es un exfutbolista colombiano. Jugaba como centrocampista o lateral derecho. Su último equipo fue Santa Fe de Colombia.

## Trayectoria

### Deportes Tolima
Debutó como profesional en el Deportes Tolima, en un partido contra Millonarios en el Estadio Nemesio Camacho El Campín en un partido en el cual su equipo perdió 3-2. Al año siguiente, Yulián se coronaría campeón del fútbol colombiano al ganar el Torneo Finalización. Sus buenas actuaciones con el equipo vinotinto y oro, le ayudaron a ser llamado a la Selección Colombia, para jugar el mundial sub-20, y años más tarde a disputar las eliminatorias al mundial. En Tolima, fue titular durante casi todo el tiempo que estuvo volviéndose referente del equipo, y un jugador querido por la hinchada. Una de sus actuaciones más destacadas fue el partido contra Millonarios, en el cual anotó 3 goles, y fue la figura de su equipo. Tras 5 años en el Deportes Tolima, Yulián deja al equipo pijao, donde fue referente y figura; yéndose a jugar a Independiente Santa Fe.

### Santa Fe
En 2008, Anchico llega a Santa Fe, y de inmediato empieza a tener buenas actuaciones con el equipo cardenal. En ese año jugó buena cantidad de partidos. Para el 2009, llegaría el título de la Copa Colombia, donde Yulián fue una pieza fundamental en el once titular empezando a convertirse en uno de los jugadores queridos por la hinchada santafereña. El jugador cucuteño siguió siendo importante en la escuadra albirroja, en donde gracias a las buenas actuaciones volvió a ser tenido en cuenta por la Selección Colombia. En 2010, Anchico fue titular durante casi todo el año llevando ya más de 75 partidos con la camiseta santafereña.

### Pachuca
En el primer semestre del 2011, Yulián dejó a Independiente Santa Fe, para irse a jugar a México. En el Pachuca, donde empezó jugando bien pero debido al mal desempeño del equipo, volvió a Colombia, nuevamente a Independiente Santa Fe.

### Santa Fe
Anchico vuelve a Santa Fe, para jugar el segundo semestre del 2011. Y de ahí en adelante seguiría siendo uno de los mejores jugadores del equipo. En el 2012, fue pieza importante para conseguir la séptima estrella, y romper una sequía de 36 años y medio sin títulos de liga. Después de eso, Anchico no volvió a soltar la titularidad, y se fue volviendo uno de los ídolos de la hinchada. En el 2013, ganó la Superliga y llegaría a la final de liga, y a la semifinal de la Copa Libertadores. Para el 2014, siendo nuevamente importante, ganó la octava estrella para el equipo cardenal, y en el 2015, gana el primer título internacional de la historia de Santa Fe, la Copa Sudamericana.
Actualmente es el cuarto jugador de la historia de Santa Fe con más partidos jugados (366) en la historia del club, siendo superado solo por Agustín Julio (367) Juan Daniel Roa (405) y por Alfonso Cañón (505).

### Independiente Medellín
El 2 de febrero de 2018 es confirmado como nuevo jugador del Independiente Medellín de la Categoría Primera A. Para el año 2019 el club decide no renovar su contrato.

## Selección nacional
Con la Selección Colombia hizo parte del equipo que logró el tercer lugar en la Copa Mundial de Fútbol Juvenil de 2003 disputada en los Emiratos Árabes Unidos.
El 6 de junio de 2011 fue convocado por el técnico Hernán Darío Gómez para jugar en la Copa América 2011 que se jugó en Argentina.

### Goles internacionales
| # | Fecha             | Lugar                    | Rival  | Gol | Resultado | Competición |
| - | ----------------- | ------------------------ | ------ | --- | --------- | ----------- |
| 1 | 9 de mayo de 2007 | Rommel Fernández, Panamá | Panamá | 4-0 | 4-0       | Amistoso    |

### Participaciones enCopas del Mundo
| Mundial                     | Sede | Resultado    | PJ | GA | Asis |
| --------------------------- | ---- | ------------ | -- | -- | ---- |
| Copa Mundial Sub-20 de 2003 | EAU  | Tercer lugar | 7  | 0  | 0    |

### Participaciones enCopas América
| Torneo            | Sede      | Resultado        | PJ                           | GA | Asis |
| ----------------- | --------- | ---------------- | ---------------------------- | -- | ---- |
| Copa América 2011 | Argentina | Cuartos de final | 0 (4 partidos como suplente) | 0  | 0    |

### Participaciones enEliminatorias al Mundial
| Eliminatoria                            | Sede del Mundial | Posición      | Resultado | PJ | GA | Asis |
| --------------------------------------- | ---------------- | ------------- | --------- | -- | -- | ---- |
| Eliminatorias Mundial de Sudáfrica 2010 | Sudáfrica        | 7°lugar 23pts | Eliminado | 3  | 0  | 0    |

### Participaciones enCopas Oro
| Torneo        | Sede           | Resultado   | PJ | GA | Asis |
| ------------- | -------------- | ----------- | -- | -- | ---- |
| Copa Oro 2005 | Estados Unidos | Semifinales | 4  | 0  | 0    |

## Estadísticas

### Clubes
| Deportes Tolima · Colombia                                                                                                  | 1ª            | 2002          | 15  | 1  | —  | — | —  | — | 15  | 1  |
| Deportes Tolima · Colombia                                                                                                  | 1ª            | 2003          | 23  | 1  | —  | — | —  | — | 23  | 1  |
| Deportes Tolima · Colombia                                                                                                  | 1ª            | 2004          | 24  | 1  | —  | — | 2  | 0 | 26  | 1  |
| Deportes Tolima · Colombia                                                                                                  | 1ª            | 2005          | 34  | 5  | —  | — | —  | — | 34  | 5  |
| Deportes Tolima · Colombia                                                                                                  | 1ª            | 2006          | 46  | 6  | —  | — | 5  | 0 | 51  | 6  |
| Deportes Tolima · Colombia                                                                                                  | 1ª            | 2007          | 36  | 7  | —  | — | 7  | 0 | 43  | 7  |
| Deportes Tolima · Colombia                                                                                                  | Total club    | Total club    | 178 | 21 | —  | — | 14 | 0 | 192 | 21 |
| Santa Fe · Colombia | 1ª            | 2008          | 35  | 2  | 5  | 0 | —  | — | 40  | 2  |
| Santa Fe · Colombia | 1ª            | 2009          | 32  | 6  | 8  | 2 | —  | — | 40  | 8  |
| Santa Fe · Colombia | 1ª            | 2010          | 40  | 1  | 2  | 0 | 6  | 1 | 48  | 2  |
| Santa Fe · Colombia | 1ª            | 2011          | 10  | 2  | 0  | 0 | 6  | 0 | 16  | 2  |
| Santa Fe · Colombia | 1ª            | 2012          | 36  | 2  | 5  | 1 | —  | — | 41  | 3  |
| Santa Fe · Colombia | 1ª            | 2013          | 38  | 2  | 4  | 0 | 12 | 0 | 54  | 2  |
| Santa Fe · Colombia | 1ª            | 2014          | 29  | 2  | 7  | 0 | 7  | 0 | 43  | 2  |
| Santa Fe · Colombia | 1ª            | 2015          | 20  | 1  | 10 | 0 | 17 | 0 | 47  | 1  |
| Santa Fe · Colombia | 1ª            | 2016          | 30  | 1  | 0  | 0 | 7  | 0 | 38  | 1  |
| Santa Fe · Colombia | 1ª            | 2022          | 11  | 0  | 2  | 0 | —  | — | 13  | 0  |
| Santa Fe · Colombia | Total club    | Total club    | 281 | 19 | 43 | 3 | 55 | 1 | 379 | 23 |
| Pachuca · México | 1ª            | 2011          | 15  | 3  | —  | — | —  | — | 15  | 3  |
| Pachuca · México | Total club    | Total club    | 15  | 3  | 0  | 0 | 0  | 0 | 15  | 3  |
| Atlético Bucaramanga · Colombia                                                                                             | 1ª            | 2017          | 31  | 0  | 1  | 0 | —  | — | 32  | 0  |
| Atlético Bucaramanga · Colombia                                                                                             | Total club    | Total club    | 31  | 0  | 1  | 0 | 0  | 0 | 32  | 0  |
| Independiente Medellín · Colombia                                                                                           | 1ª            | 2018          | 34  | 1  | 2  | 0 | 2  | 0 | 38  | 1  |
| Independiente Medellín · Colombia                                                                                           | Total club    | Total club    | 34  | 1  | 2  | 0 | 2  | 0 | 38  | 1  |
| Jaguares de Córdoba · Colombia                                                                                              | 1ª            | 2019          | 12  | 1  | —  | — | —  | — | 12  | 1  |
| Jaguares de Córdoba · Colombia                                                                                              | 1ª            | 2020          | 17  | 0  | 1  | 0 | —  | — | 18  | 0  |
| Jaguares de Córdoba · Colombia                                                                                              | 1ª            | 2021          | 31  | 2  | —  | — | —  | — | 31  | 2  |
| Jaguares de Córdoba · Colombia                                                                                              | Total club    | Total club    | 60  | 3  | 1  | 0 | 0  | 0 | 61  | 3  |
| Total carrera | Total carrera | Total carrera | 599 | 47 | 47 | 3 | 72 | 1 | 718 | 51 |
| (1) Incluye datos de la Copa Colombia . (2) Incluye datos de Copa Libertadores. (3) No incluye goles en partidos amistosos. |               |               |     |    |    |   |    |   |     |    |

### Selección
| Sub-20 · Colombia                                                                                     | 2003          | —  | — | 8  | 0 | 7 | 0 | 15 | 0 | 0.0  |
| Sub-20 · Colombia                                                                                     | Total         | 0  | 0 | 8  | 0 | 7 | 0 | 15 | 0 | 0.0  |
| Mayores · Colombia                                                                                    | 2005          | 4  | 0 | 2  | 0 | — | — | 6  | 0 | 0.0  |
| Mayores · Colombia                                                                                    | 2006          | 2  | 0 | —  | — | — | — | 2  | 0 | 0.0  |
| Mayores · Colombia                                                                                    | 2007          | 6  | 1 | 1  | 0 | — | — | 7  | 1 | 0.14 |
| Mayores · Colombia                                                                                    | 2008          | 4  | 0 | 1  | 0 | — | — | 5  | 0 | 0.0  |
| Mayores · Colombia                                                                                    | 2009          | 2  | 0 | 1  | 0 | — | — | 3  | 0 | 0.0  |
| Mayores · Colombia                                                                                    | 2010          | 6  | 0 | —  | — | — | — | 6  | 0 | 0.0  |
| Mayores · Colombia                                                                                    | 2011          | 1  | 0 | 0  | 0 | — | — | 1  | 0 | 0.0  |
| Mayores · Colombia                                                                                    | Total         | 25 | 1 | 5  | 0 | 0 | 0 | 30 | 1 | 0.03 |
| Total carrera                                                                                         | Total carrera | 25 | 1 | 13 | 0 | 7 | 0 | 45 | 1 | 0.02 |
| (1) Incluye los partidos del Campeonato Sudamericano (2003), Copa de Oro (2005), Copa América (2011). |               |    |   |    |   |   |   |    |   |      |

## Palmarés

### Campeonatos nacionales
| Título                | Club            | País     | Año  |
| --------------------- | --------------- | -------- | ---- |
| Torneo Finalización   | Deportes Tolima | Colombia | 2003 |
| Copa Colombia         | Santa Fe        | Colombia | 2009 |
| Torneo Apertura       | Santa Fe        | Colombia | 2012 |
| Superliga de Colombia | Santa Fe        | Colombia | 2013 |
| Torneo Finalización   | Santa Fe        | Colombia | 2014 |
| Superliga de Colombia | Santa Fe        | Colombia | 2015 |
| Torneo Finalización   | Santa Fe        | Colombia | 2016 |

### Copas internacionales
| Título            | Club     | País           | Año  |
| ----------------- | -------- | -------------- | ---- |
| Copa Sudamericana | Santa Fe | Colombia       | 2015 |
| Copa Suruga Bank  | Santa Fe | Kashima, Japón | 2016 |